# Þingeyri flygplats
Þingeyri flygplats är en flygplats i republiken Island. Den ligger i regionen Västfjordarna, i den västra delen av landet. 2013 stängdes flygplatsen trafik på grund av skador på banan som hade uppstått under vintern. Efter reparationer öppnades banan återigen för trafik. Den används vanligtvis bara som backup för Ísafjörðurs flygplats.